# پرمشتن
پرمشتن (به آلمانی: Premstätten) یک شهرستان در اتریش است که در گراتس اومگبونگ واقع شده‌است. پرمشتن ۲۹٫۲۷ کیلومتر مربع مساحت دارد ۳۵۱ متر بالاتر از سطح دریا واقع شده‌است.